# Pterolophia australica
Pterolophia australica là một loài bọ cánh cứng trong họ Cerambycidae.